# (1873) Agénor
Pour les articles homonymes, voir Agénor.
(1873) Agénor ou (1873) Agenor est un astéroïde troyen de Jupiter. Il a été découvert le 25 mars 1971 par les astronomes Cornelis van Houten, Ingrid van Houten-Groeneveld et Tom Gehrels à l'observatoire Palomar.

## Caractéristiques
Il partage son orbite avec Jupiter autour du Soleil au point de Lagrange L5, c'est-à-dire qu'il est situé à 60° en arrière de Jupiter.
Son nom fait référence à Agénor le fils d'Anténor.
Sa désignation provisoire était 1971 FH.